# Дубровский, Казимир Маркович
Казими́р Ма́ркович Дубро́вский (18 ноября 1892— 12 декабря 1979) — советский врач, психолог и психотерапевт. Автор «Метода директивного группового внушения» и «Метода одномоментного снятия заикания».

## Биография
Родился в деревне Ветрино Лепельского уезда Полоцкого наместничества Витебской губернии (ныне городской посёлок Ветрино Полоцкого района Витебской области, Республика Беларусь). Рано потерял родителей и был взят на воспитание петербургскими родственниками.
Учился на физико-математическом факультете Петербургского университета, окончил Военно-медицинскую академию. Был одним из лучших учеников В. М. Бехтерева. В период учёбы в академии подрабатывал санитаром на скорой помощи и был именно в той бригаде медиков, которая 28 декабря 1925 года выезжала в гостиницу «Англетер» для констатации смерти Сергея Есенина. Получив медицинское образование, занимался микробиологией и физиологией, сотрудничал с академиками И. П. Павловым и В. М. Бехтеревым.
В 1935 году был командирован в Англию для продолжения научной работы. Вернулся в 1937 году в Ленинград, на вокзале был арестован, просидел долгое время в «Большом доме» на Литейном проспекте, а затем отправлен в Воркуту. До 1944 года находился на Крайнем Севере, а затем был сослан в Среднюю Азию.
В 1955 году Дубровский был полностью реабилитирован, после чего переехал в Алма-Ату.
С методикой Дубровского ознакомился харьковский психотерапевт И. З. Вельвовский и предложил ему переехать в Харьков. После его переезда Харьков стал ещё в большей степени столицей советской психотерапии — отовсюду приезжали больные, но уже не только к И. З. Вельвовскому и К. И. Платонову, но и к Дубровскому. Среди приезжавших было много известных всей стране людей, они в свою очередь тоже разносили славу о чудо-докторе. У Дубровского лечились от заикания С. В. Михалков, Н. С. Михалков, И. С. Глазунов.
В 1959—1970-х годах работал в Харьковской железнодорожной поликлинике, которая стала неофициальным центром психотерапевтической работы с заикающимися в СССР. К Дубровскому приезжали учиться многие логопеды и врачи: Ю. Б. Некрасова, Л. З. Арутюнян-Андронова, В. М. Шкловский, Б. З. Драпкин, В. Г. Евтушенко, которые стали потом крупными специалистами и авторами методик по коррекции заикания. К Дубровскому в Харьков приезжало большое число людей. После ухудшения отношений с Вельвовским Дубровского никто уже не опекал и он не считался представителем харьковской школы психотерапии, хотя и жил в Харькове, и общался с большинством местных психотерапевтов.
Казимир Маркович Дубровский умер 12 декабря 1979 года. Похоронен в городе Сарны Ровенской области Украины. На его могиле выбиты слова «Он любил вас, люди».

## Метод К. М. Дубровского
К. М. Дубровским был предложен «Метод одномоментного снятия заикания». Это сугубо психотерапевтический метод, который представляет собой императивное внушение в бодрствующем состоянии. Суть его состоит в следующем. Психотерапевт на сцене большого зала выстраивает у сцены шеренгу тех, кому предстоит сегодня «снятие» заикания. В зале присутствуют родственники больных, их знакомые и те, кто ещё только готовится приступить к лечению. Психотерапевт внушительно и образно говорит о силе слова, которое не только служит средством коммуникации между людьми, но и может иметь физиологическое, а, следовательно, и лечебное значение. Проводятся для демонстрации пробы на внушаемость. Фиксируется внимание на могущественной силе слова психотерапевта. Если слово психотерапевта способно вызвать одеревенелость пальцев рук и заставляет падать человека, то он способен словом разомкнуть существующую у заикающихся в коре головного мозга патологическую связь и тем самым расковать его речь. После этого происходит сам сеанс снятия заикания, который выражается в том, что резким движением рук возле висков пациента психотерапевт снимает заикание. Он говорит: "Теперь вы будете всегда говорить свободно! Вы чувствуете громадное облегчение! С вас сорваны путы трудной речи! Вы свободный человек, со свободной раскованной речью! мы можем! мы всё можем! Человек всё может! Поддерживая высокое эмоциональное напряжение пациентов и применяя сначала облегчённые формы речи, психотерапевт переходит к демонстрации свободной речи ".
М. И. Буянов пишет о методе Дубровского: «Вкратце, суть лечения у Дубровского в следующем: психическое потрясение может вызвать болезнь, а может её ликвидировать. Весь сеанс лечебного внушения, который проводил Дубровский, и заключается в том, чтобы направленно потрясти больного и тем самым его вылечить. В одних случаях это удается, в других — нет. Эффект от подробной терапии, естественно, различен, как он различен и от других методов. Сам Дубровский хорошо понимал ограничения своей методики, но исходил из общего для врачей всех времен и народов правила: если удалось помочь больному человеку хотя бы на полчаса, удалось облегчить его страдания хотя бы на пять минут, и то хорошо, и то будет оправдан врачебный труд, будет выполнен важнейший девиз медицинской профессии — помогать людям любой ценой и на любое время».
Метод директивного группового внушения применялся не только при лечении заикания (логоневроза). Самим Дубровским и его последователями он также применялся при лечении алкоголизма, табакокурения, энуреза (ночного недержания мочи), некоторых видов неврозов. 

## Критика метода К. М. Дубровского
В связи с тем, что метод Дубровского приобретал всё большую известность в СССР, в конце 50-х, начале 60-х годов он стал объектом рассмотрения специалистов и чиновников Министерства здравоохранения. В Харькове проходили дискуссии по поводу этого метода, в которых принимали участие известные в СССР психиатры. Дубровский был человеком бескомпромиссным и всегда жёстко отстаивал свою точку зрения. В инструктивном письме Министерства здравоохранения СССР по поводу метода Дубровского была отражена точка зрения специалистов — психиатров и логопедов, которые выезжали в Харьков для изучения метода Дубровского. В письме сказано, что в психотерапии метод императивного внушения в бодрствующем состоянии не нов. Однако, этот известный метод по-новому использован Дубровским в лечении заикания. Были высказаны критические замечания по поводу излишнего афиширования метода, отмечена сомнительная категоричность установки на одномоментность снятия заикания. Отмечались нередкие случаи недостаточного обследования и отбора больных для сеанса. Однако, в принципе, как психотерапевтический метод лечения заикания он может быть использован в комплексе с другими методами. По поводу метода Дубровского существуют разные позиции в профессиональной среде логопедов, психологов и врачей. Его ученица Л. З. Арутюнян-Андронова считает Дубровского гениальным психотерапевтом, которого незаслуженно затравили в период советской власти. Специалист по заиканию В. И. Селивёрстов, который ездил изучать метод Дубровского в составе комиссии Министерства здравоохранения, поскольку был тогда логопедом-методистом Минздрава СССР, отмечает, что конечно, об одномоментном снятии заикания у всех пациентов речь не шла. Пациенты Дубровского, которых просматривала комиссия после сеансов лечения, заикались, но при этом отстаивали успешность метода Дубровского. Анализ деятельности Дубровского и его метода позволяет сделать выводы о том, что сам метод не являлся панацеей от заикания. Скорее всего, у части больных снимался страх речи и развивались волевые качества, которые помогали им бороться с заиканием. Как и многие другие методы, метод Дубровского держался, прежде всего, на его личности. Как указывает известный специалист по заиканию Буянин, ещё при жизни Дубровского никто не мог повторить на таком высоком уровне его сеанс. Метод Дубровского привлёк к себе такое внимание, потому что на тот момент в Советском Союзе практически не было реальных методов по эффективной коррекции заикания. Более того, те методы, которые были, не включали в себя ни психологический компонент, ни, тем более, терапевтический. С точки зрения истории проблемы заикания метод Дубровского интересен тем, что, во-первых, до него именно таких методов, основанных только на личности психотерапевта, не предлагалось, во-вторых, саму идею К. М. Дубровского развили, изменили и ввели в свои методы такие учёные, как Ю. Б. Некрасова и Л. З. Арутюнян-Андронова.

## Труды
- Дубровский К. М. Методика директивного группового внушения//Психотерапия в курортологии.- Киев,1966.
- Дубровский К. М. Одномоментный метод снятия заикания//Материалы научного заседания Харьковского научно-медицинского общества.- Киев,1966.